# Antônio de Sampaio Dória
Antônio de Sampaio Dória (Belo Monte, 1883 — São Paulo, 1964) foi um político, jurista e educador brasileiro.

## Biografia
Nascido em Belo Monte, Estado de Alagoas, foi notadamente Diretor-Geral da Instrução Pública (1920-1924), coordenou várias reformas de ensino.
Filho de Cândido Dória e de Cristina Sampaio Dória, foi para São Paulo ainda criança, onde concluiu o curso primário e fez os estudos secundários. Entrou em 1904 na Faculdade de Direito de São Paulo, formando-se bacharel em ciências jurídicas e sociais em 1908.
Em São Paulo exerceu a advocacia de 1908 a 1920, e atuou na educação. Foi vice-diretor do Colégio Macedo Soares e professor de psicologia, pedagogia e educação cívica na Escola Normal de São Paulo, e professor substituto concursado de direito público constitucional e de direito internacional privado na Faculdade de Direito de São Paulo.
Criou um estabelecimento modelo de ensino primário e secundário e fez parte de um grupo de educadores que preconizavam a reformulação da pedagogia no Brasil.
Foi assistente jurídico no Ministério da Justiça e procurador regional do Tribunal Eleitoral de São Paulo, de 1934 a 1937. Demitido das funções públicas pelo regime do Estado Novo (Brasil), também foi exonerado de suas atividades docentes na Faculdade de Direito de São Paulo em 1939, por ter participado de manifestações contra o regime. Recuperou seu cargo docente em 1941 e, com a deposição de Getúlio Vargas, foi nomeado Ministro da Justiça pelo presidente da república interino José Linhares.

## Obras
- Recenseamento escolar: relatório (1920)
- A Questão Social (1922)
- Questões de ensino: a reforma de 1920 em São Paulo (1923)
- Espírito das democracias (1925)
- Educação moral (1928)
- O comunismo caminha no Brasil (1933)
- Os direitos do homem (1942)
- Direito constitucional - Curso e comentários à Constituição (Companhia Editora Nacional: São Paulo - 1953)
- Psicologia da educação (1959)